# Mario Bunge
Pour les articles homonymes, voir Bunge.
Mario Augusto Bunge, né le 21 septembre 1919 à Buenos Aires en Argentine et mort le 25 février 2020 à Montréal (Canada), est un physicien et philosophe canadien et argentin, fondateur de la revue Minerva en 1944. 
Il s'opposait au régime militaire du Groupe d'officiers unis, et considérait que « la guerre contre le fascisme impliquait le combat philosophique contre l'irrationalisme, en particulier les astradas et les gentas »,  à savoir les disciples de Carlos Astrada et de Jordán Bruno Genta. Son œuvre philosophique s'inscrit dans la pensée matérialiste, et plus précisément dans le courant évolutionniste du matérialisme scientifique. Ce matérialisme est dit scientifique au XIXe siècle par opposition d'une part au matérialisme des philosophes, et d'autre part au matérialisme éthique ou moral (sens vernaculaire : attitude matérialiste).

## Biographie
Sa thèse de doctorat La cinemática del electrón relativista sous la direction de Guido Beck a été présentée à l'université nationale de Tucuman (Argentine) en 1960, soutenue le 22/12/1952, et publiée en 1960.
- 1952 : doctorat de physique-mathématiques à l’université nationale de La Plata
- 1956-1966 : professeur de physique théorique à l’université de Buenos Aires et à l’université nationale de La Plata.
- 1957-1963 : professeur de philosophie à l’université de Buenos Aires.
- 1966-... : professeur de logique et de métaphysique à l’université McGill de Montréal.

Professeur émérite de nombreuses universités dans le monde, Mario Bunge est également membre de très nombreuses organisations et sociétés savantes, de l’Académie internationale de philosophie des sciences au Conseil National de Pesquisas.
Théoricien du matérialisme, il a écrit plus de 80 ouvrages et plus de 400 articles de physique théorique, mathématiques appliquées, théorie des systèmes, sur les bases de la physique, sur celles de la sociologie et de la psychologie, la philosophie de la technologie, la sémantique, l’épistémologie, la théorie de la valeur, l’éthique, etc.

## Œuvre philosophique

### Enracinements
Son œuvre philosophique, en reposant sur un matérialisme scientifique, présente un monisme ontologique  :
- réaliste : la substance matérielle existe indépendamment de la représentation que l'on en fait,
- anti idéaliste,
- anti spiritualiste,
- anti dualiste.

Le matérialisme évolutionniste est une philosophie dont les racines historiques remontent au XIXe siècle et qui :
1. est un monisme : « Les matérialistes ne reconnaissent qu'une seule espèce d'éléments qui remplit la totalité de l'univers »[9] : la matière. Pour Joseph Dietzgen, contemporain de Karl Marx et Friedrich Engels : « le monisme est la conception de l'unité de la matière et de l'esprit, ou de l'enchevêtrement de tous les phénomènes entre eux »[10]. « Le monisme pour Gueorgui Plekhanov représente l'affirmation de l'unité ontologique du monde, qu'elle ait pour fondement la nature ou l'esprit »[11].
2. est un immanentisme : « la matière est conçue à partir d'un principe immanent »[12].
3. qui demande à la philosophie la préséance de la Science : « La méthode scientifique est considérée comme la seule voie d'accès à la connaissance véritable et le discours philosophique s'appuie sur les dernières découvertes de l'époque »[13].

Ce terme de matérialisme évolutionniste a été choisi pour qu'il puisse se démarquer des divers courants philosophiques du matérialisme du XIXe siècle ou antérieurs. Plus tard dans son œuvre, il a remplacé ce terme par matérialisme émergentiste, puis matérialisme systémique (Pour lui, la plus grande part des choses matérielles sont des systèmes ou des composants de systèmes).

### Développements
Rares sont les philosophes évolutionnistes qui proposent une ontologie matérialiste se voulant conception générale du monde. Pour lui, tout est matière, tout en admettant que l'immatériel (la conscience et la pensée par exemple) existe et découle de la matière (le cerveau). Chaque entité existante résulte d'un processus de développement. Une entité existante peut posséder une propriété dite émergente car, inexistante dans ses parties constitutives prises séparément, elle est apparue au moment de la formation du tout. Le simple construit le complexe avec des irréversibilités possibles.
Il n'est pas partisan d'un réductionnisme radical en philosophie de l'esprit. Il ne partage pas non plus le point de vue de l'éliminativisme.
Pour Charbonnat, le matérialisme scientifique de Bunge « se situe à mi distance entre le physicalisme et le matérialisme dialectique : c'est une doctrine rigoureuse comme le premier, mais ouverte à la nouveauté comme le second ». Il offre un chantier de la convergence, y compris avec le matérialisme historique, dès que chaque entité aura fait un travail critique sur la scientificité de ses propres composantes historiques.

### Ancrage dans la science
Les qualités du matérialisme scientifique telles que Mario Bunge les présente dès 1981 sont : 
1. exactitude : notamment des définitions et des formulations sans polysémie, aussi proche que possible du langage mathématique et de la philosophie analytique.
2. matérialisme : toute entité est matière concrète, y compris un concept ou une idée conçus par le cerveau d'un être pensant.
3. dynamicisme : la matière peut se changer spontanément. Être c'est devenir.
4. non dogmatisme.
5. systématisme : chaque concept ou définition appartient au système hypothético-déductif constamment ouvert à la révision raisonnée confrontée au réel.
6. scientificité : Toutes les hypothèses philosophiques sont compatibles avec la science "en train de se faire". D'où le réalisme.
7. émergentisme : les systèmes ont des propriétés émergentes que n'ont pas les parties constituantes.
8. systémisme : chaque entité est tout ou partie d'un système.
9. évolutionnisme : les systèmes complexes sont le produit d'une histoire au cours de laquelle s'associent des éléments de niveau d'organisation inférieur. Son traducteur a préféré choisir le terme de matérialisme systémique et émergentiste.

Marc Silberstein détaille l'unité plurielle du matérialisme « ancré dans les sciences » en reprenant les apports de Mario Bunge :
1. le matérialisme est à considérer comme évolutionniste, et donc, comme un bateau de Neurath.
2. une doctrine ontologique.
3. une méthodologie, appelée matériologie, contenant un scepticisme situé entre le doute raisonnable et le scepticisme radical.
4. il existe une coévolution de la science et du matérialisme.

### Conséquence méthodologique  et perfectionnements
Dans le sillage de Mario Bunge et pour lutter contre les créationnismes et les pseudo-sciences, Guillaume Lecointre, s'appuyant sur les travaux de Pierre Bourdieu, juge nécessaire de rappeler les liens qui existent entre la science et le matérialisme scientifique. Il propose les termes du contrat tacite qui conditionne la possibilité de reproductibilité des expériences scientifiques des chercheurs en sciences. : 
1. scepticisme initial sur les faits,
2. réalisme de principe,
3. matérialisme méthodologique,
4. rationalité (et logique).

D'autre part, plusieurs chantiers et démarches ont vu le jour
- un chantier d'unification des différents courants du matérialisme évolutionniste dans le matérialisme contemporain, systémique et émergentiste, prévoit, sans visée réductionniste, et sans volonté de s'étendre à tout matérialisme scientifique, de concerner toutes les sciences intégratives telles que l'écologie, la sociologie, la psychologie, etc[19].
- un collectif autour de Muriel Gargaud et Guillaume Lecointre réactualise, en pratiquant la co-écriture multi et trans disciplinaire, le concept en soi d'évolution  ainsi que l'évolution de nombreux concepts transversaux (catégorie, temps, individu, information, etc.), en lien avec l'avancée des sciences, biologiques, neurosciences, écologie, politique, de gestion, etc. et à la lumière d'une nouvelle réflexion scientifique sur le concept d'émergence[20]
- Pascal Charbonnat évoque une nouvelle démarche pour effectuer un travail de recherche historique. Il la dénomme méthode phylogénique et la situe à l'opposé de la démarche traditionnelle qualifiée de micro-monographique[21]. Par cet apport, il se rapproche de la volonté de mieux appréhender la complexité de la généalogie, du mouvement, du changement et de l'évolution des concepts et des idées. « [. E]nvisager les idées dans un cadre évolutif » s'inspire des recherches en sciences cognitives notamment. Il propose « un cheminement vers une science des idées » et en détecte l'intérêt épistémique. Edgar Morin, dans plusieurs ouvrages dont le tome 4[22] de son œuvre La Méthode notamment, avait évoqué cette évolution nécessaire.

Ontologie
En vue d'une utilisation dans les Technologies de l'information (TI), et sur la base de deux tomes du Treatise on basic philosophy (1977, 1979), une ontologie "nommée" BWW (Bunge-Wand-Weber) a été développée. Elle soutient que le monde est constitué de choses -individus substantiels- qui possèdent des propriétés. Ces choses peuvent interagir entre elles, former des composites conduisant aux éventuelles pertes et acquisitions de propriétés. Les propriétés ne sont pas directement accessibles aux humains observateurs ; aussi, ces derniers octroient aux choses des attributs et propriétés plus ou moins proches, exactes, complètes des propriétés sous-jacentes. Elle contient les objets suivants : chose, propriété, attribut, schéma fonctionnel, état, loi, espace d'état, événement, histoire, couplage, système, classe, genre,...
Cette ontologie BWW méritait d'être actualisée suite aux travaux de Mario Bunge depuis 1977...
Une ontologie BSO (Bunge's Systemist Ontology) est en cours d'élaboration pour tenir compte des évolutions de la pensée de Bunge , . Notamment le fait que Bunge déclare que la réalité est constituée de systèmes... Le terme <chose> est connoté et inopérant pour certaines "entités existantes" (force, champ, onde-particule,...).  D'autre part, il n'y a pas d'entités simples, sans structure..

### Critiques
Ses contemporains partisans du physicalisme strict, tel que Andrew Melnyk rejettent l'idée d'émergences de complexités spécifiques.

## Publications (sélection)
L'ouvrage actualisant le matérialisme et qui rend hommage à Mario Bunge contient en annexe du tome 2 toute sa bibliographie : 147 ouvrages, 531 articles.

### En anglais
- (en-US) Causality. The place of the causal principle in modern physics, Cambridge, Harvard University Press, 1959
- Scientific Research. Strategy and Phylosophy, Berlin, New York, Springer-Verlag, 1967:: Réédité sous le titre Philosophy of Science, 1998
- Philosophy of Physics, Dordrecht, Reidel, 1973
- The Mind-Body Problem, Oxford, Pergamon, 1980
- (en-US) « What is Pseudoscience », in The Skeptical Inquirer, vol. 9, no 1, automne 1984, p. 36-46
- Treatise on basic philosophy, Dordrecht, Reidel, 1974-1989 (en 8 vol.)
- (en-US) Finding Philosophy in Social Science, Yale University Press, 1996
- Dictionary of Philosophy, Prometheus Books, 1998
- (en-US) Philosophy of Science, New Brunswick, NJ, Transaction, 1998 (2 vol.)
- (en-US) The Sociology-Philosophy Connection, New Brunswick, NJ, Transaction, 1999
- Philosophy in Crisis, Prometheus Books, 2001
- Emergence and Convergence: Qualitative Novelty and the Unity of Knowledge, Toronto, University of Toronto Press, 2003
- Chasing Reality: Strife over Realism, Toronto, University of Toronto Press, 2006
- Matter and Mind : a Philosophical Inquiry, Londres/New York, Springer, coll. « Boston studies in the philosophie of science - Vol. 287 », 2012, 2e éd., 340 p. (ISBN 978-9-4007-3296-4)

### Traduites en français
- La science, sa méthode et sa philosophie, Éditions Vigdor, 1960, 2001
- Intuition et raison, Éditions Vigdor, 1962 (lire en ligne)
- Les théories de la causalité, Presses Universitaires de France, 1971, 212 p. (ISBN 978-2-1303-1348-9, lire en ligne)
- Philosophie de la physique, Seuil, coll. « Science Ouverte », 1975, 300 p..
- Épistémologie (trad. de l'anglais par Hélène Donadieu), Maloine, coll. « Recherches interdisciplinaires », 1983, 285 p. (ISBN 978-2-224-00900-7)
- Considérations d'un philosophe sur l'économie du néo-conservatisme (néo-libéralisme), 1986 (lire en ligne)
- Laurent-Michel Vacher, Entretiens avec Mario Bunge : Une philosophie pour l'âge de la science, Montréal (Qc), Éditions Liber, coll. « De vive voix/Entretiens philosophiques », 2004, 142 p. (ISBN 978-2-9215-6907-1)

- Une caricature de la science : La très nouvelle sociologie de la science, Éditions Vigdor, 2001 (lire en ligne)
- Matérialisme et humanisme : Pour surmonter la crise de la pensée (trad. Laurent-Michel Vacher), Montréal (Qc), Éditions Liber, 2004, 294 p. (ISBN 978-2-8957-8041-0)
- Jean Debussy (dir.), Guillaume Lecointre (dir.) et Marc Silberstein (dir.) (préf. Mario Bunge), Les matérialismes et leurs détracteurs, Paris, Syllepse, 2004, 792 p. (ISBN 978-2-8479-7092-0)
- Le matérialisme scientifique (trad. de l'anglais), Paris, Éditions Syllepse, 2008 (1re éd. 1981), 220 p. (ISBN 978-2-8495-0145-0)
- Mario Bunge "La physique quantique réfute-t-elle le réalisme, le matérialisme et le déterminisme ?", Chapitre 13 in Marc Silberstein (dir.), Matériaux philosophiques et scientifiques pour un matérialisme contemporain, volume 1, Éditions Matériologiques, Paris, 2016.
- Entre deux mondes : Mémoires d’un philosophe-scientifique (trad. de l'anglais par Pierre Deleporte), Paris, Éditions Matériologiques, coll. « Sciences & philosophie », 2016, 656 p. (ISBN 978-2-3736-1073-4).
- Philosophie de la médecine : Concepts et méthodes (trad. de l'anglais), Paris, Éditions Matériologiques, coll. « Épistémologie de la médecine et du soin », 2019, 272 p. (ISBN 978-2-3736-1202-8).
- Dictionnaire philosophique : Perspective humaniste et scientifique (trad. de l'anglais par François Maurice), Paris, Éditions Matériologiques, coll. « Sciences & philosophie », 2020, 537 p. (ISBN 978-2-3736-1246-2)
- avec Martin Mahner, De la nature des choses - Introduction au matérialisme émergentiste, Éditions Matériologiques, 2023, 290p., traduction de Über die Natur der Dinge, Hirzel, 2004.
- Ontologie I : L'agencement du monde (3e tome du "Traité de philosophie fondamentale", "Treatise on Basic Philosophy"), Paris, Éditions matériologiques, 2024, 450 p. (ISBN 978-2-37361-442-8).
- Ontologie II : Un monde de systèmes (4e tome du "Treatise on Basic Philosophy"), Paris, Éditions matériologiques, 2024, 444 p. (ISBN 978-2-37361-484-8).